# Gabriel Sandør
Gabriel Sandør (* 6. Januar 1996) ist ein schwedischer Radfahrer, Triathlet und mehrfacher nationaler Meister.

## Werdegang
Gabriel Sandør wurde 2015 schwedischer Meister auf der Triathlon-Kurzdistanz. 
2018 und erneut 2024 wurde er schwedischer Meister auf der Triathlon-Sprintdistanz. 
Im Juni 2024 wurde er Dritter bei den schwedischen Meisterschaften im Straßenrennen und im August wurde er ebenso schwedischer Meister auf der Triathlon-Mitteldistanz.
Im Juli 2025 wurde der 29-Jährige Dritter bei der Europameisterschaft im Rahmen des Ironman 70.3 Jönköping.

## Sportliche Erfolge
| Datum/Jahr    | Rang | Wettbewerb                                      | Austragungsort | Zeit     | Bemerkung                                                                                   |
| ------------- | ---- | ----------------------------------------------- | -------------- | -------- | ------------------------------------------------------------------------------------------- |
| 7. Juli 2024  | 1    | SWE Triathlon National Championships            | Säter          | 01:46:52 |                                                                                             |
| 2. Juni 2024  | 1    | SWE Sprint Triathlon National Championships     | Hallstahammar  | 00:57:11 |                                                                                             |
| 14. Aug. 2022 | 16   | ETU Triathlon European Championship Mixed Relay | München        | 01:30:32 | Europameisterschaft; gemischte Staffel; mit Andreas Carlsson, Emma Varga und Marie Carlsson |
| 28. Mai 2022  | 10   | ITU Triathlon World Cup                         | Arzachena      | 00:55:31 | hinter Jonathan Brownlee                                                                    |
| 10. Juni 2018 | 1    | SWE Sprint Triathlon National Championships     | Schweden       | 00:55:29 |                                                                                             |
| 18. Juli 2015 | 1    | SWE Triathlon National Championships            | Västerås       | 02:03:20 |                                                                                             |

| Datum/Jahr    | Rang | Wettbewerb                                           | Austragungsort | Zeit     | Bemerkung           |
| ------------- | ---- | ---------------------------------------------------- | -------------- | -------- | ------------------- |
| 6. Juli 2025  | 3    | Ironman 70.3 Jönköping                               | Jönköping      | 03:37:23 | Europameisterschaft |
| 24. Aug. 2024 | 1    | SWE Middle Distance Triathlon National Championships | Sala           | 03:35:09 |                     |
| 4. Aug. 2024  | 2    | Ironman 70.3 Gdynia                                  | Gdynia         | 03:43:33 |                     |
| 14. Juli 2024 | 2    | Ironman 70.3 Swansea                                 | Swansea        | 03:55:36 |                     |

| Datum/Jahr    | Rang | Wettbewerb                    | Austragungsort | Zeit     | Bemerkung              |
| ------------- | ---- | ----------------------------- | -------------- | -------- | ---------------------- |
| 23. Juni 2024 | 3    | National Championships Sweden | Linköping      | 03:58:45 | Straßenrennen (183 km) |

(DNF – Did Not Finish)